# Isochariesthes ugandicola
Isochariesthes ugandicola är en skalbaggsart som först beskrevs av Stefan von Breuning 1963.  Isochariesthes ugandicola ingår i släktet Isochariesthes och familjen långhorningar. Inga underarter finns listade i Catalogue of Life.